# Stołpy (przystanek kolejowy)
Stołpy (biał. Стаўпы, ros. Столпы) – przystanek kolejowy w miejscowości Łyszczyki, w rejonie kobryńskim, w obwodzie brzeskim, na Białorusi. Leży na linii Moskwa - Mińsk - Brześć.
Nazwa przystanku pochodzi od pobliskiej miejscowości Stołpy.